# 8吋55倍徑艦炮
8吋55倍徑艦炮（英語：8"/55 caliber naval gun，讀音：Eight-inch-fifty-five-caliber）是美國海軍構成其重巡洋艦和首兩艘早期型航空母舰時所搭載的8英寸（203.2毫米）艦載主炮。

## 概述
美國海軍火炮術語表明，該艦炮發射直徑為8英寸（203.20）的炮彈，炮管長達55倍徑（即是炮管長度為8英寸×55＝440英寸、36.6英尺、或是11公尺）。

## Mk 9
該型筒緊身管火炮重約30噸，由襯管、主管、套筒和五具箍和所組成。向下擺動的間斷螺紋式炮閂是由來自氣體噴射系統的壓縮空氣所閉鎖。它以兩袋裝有重達45磅（20.41）無煙火藥的絲綢袋式裝藥作其推進劑，使得重達260磅（117.93）的炮彈可以2,800英尺每秒（853.44每秒）的速度射出。在41°的最大仰角以下，最大射程為18英里、或是31,860碼（29,132.78）。

## Mk 12
該簡化型筒緊身管火炮排除了箍具，從而將重量減輕至17噸。後膛機構相似，以兩袋裝有重達43磅（19.50）無煙火藥的絲綢袋式裝藥作其推進劑，使得重達335磅（151.95）的炮彈可以2,500英尺每秒（762.00每秒）的速度射出。每門火炮可以4發／分鐘的射速發射炮彈。在41°的最大仰角以下，最大射程為30,050碼（27,477.72）。

## Mk 14
該型火炮與Mk 9相似，但炮彈重量和最大射程相同，膛室較小，鍍铬炮膛的膛線纏率從1：35減少至1：25。

## Mk 15
該型火炮與Mk 12相似，炮彈重量和最大射程相同，但裝有與Mk 14一樣較小的膛室。每根襯管的有效預期壽命為715發全裝藥彈炮擊。

## Mk 16
該型裝有整體式身管與和垂直滑動式後膛塊的自行裝填火炮重約20噸。以裝有重達78磅（35.38）無煙火藥的半定裝式（拋射彈和推進藥彈殼為分開的）裝藥作其推進劑，使得重達335磅（152）的炮彈可以2,500英尺每秒（762.00每秒）的速度射出。每門火炮可以10發／分鐘的射速發射炮彈。每根襯管的有效預期壽命為780發全裝藥彈炮擊。在41°的最大仰角以下，最大射程為17英里（27公里）。該火炮亦被改裝為實驗性質的大口徑輕量化火炮（英語：8"/55 caliber Mark 71 gun，縮寫：MCLWG）。

## 岸防用途
1942年初，美國海軍所屬的列星頓號和薩拉托加號兩艘航空母舰八座雙聯砲塔於珍珠港進行改裝時被拆卸掉。這些砲塔被移交給美国陆军海防炮兵團，並且重新架設為歐胡島的海岸炮。四座雙聯砲塔炮台分別設於在阿利亞馬努火山口附近的鹽湖（鹽湖炮台，後來稱為伯吉斯炮台）、威利維爾尼伊山脊的軍事保留區（威里奇炮台Wilridge，後來稱為柯克帕特里克炮台）、奧帕埃烏拉軍事保留區（奧帕埃烏拉炮台，後來稱為里格斯炮台）、布羅迪營地軍事保留地（布羅迪炮台，後來稱為喬治·里克炮台）。戰後，所有火炮和砲塔以及幾乎所有其他美國海岸火炮都在1948年被報廢。
在1945年1月5日神風敢死隊攻勢當中，路易斯維爾號以上一座被破壞的8吋55倍徑艦載主炮砲塔（2號砲塔）被拆卸以後轉移至内华达试验场，並且轉換為迴轉式輻射探測器，以收集核測試當中的數據。

## 搭載8吋55倍徑艦炮的艦船

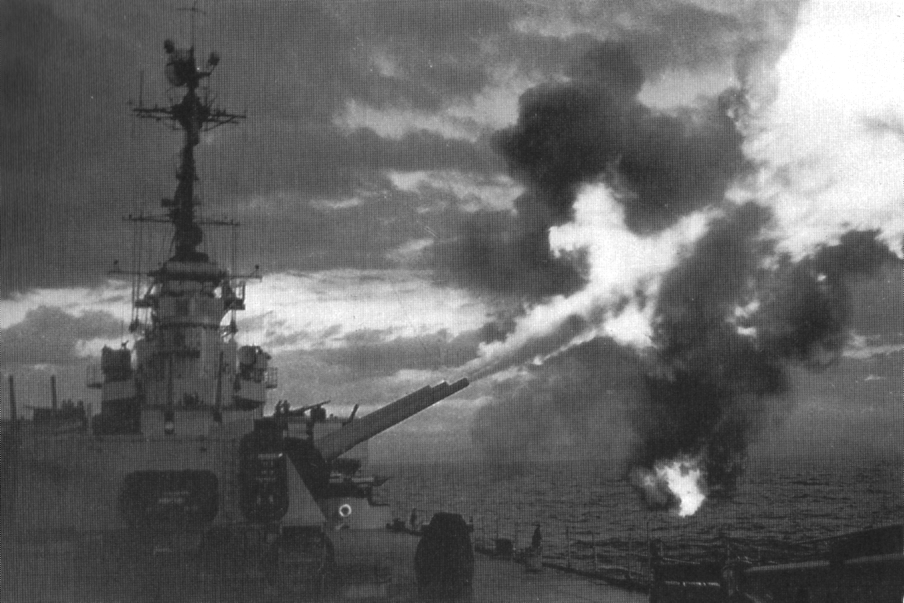
1950年8月，在朝鲜战争期間，美國海軍所屬的重巡洋艦海倫娜號重巡洋艦向朝鮮半島上岸的敵軍擊發其8吋55倍徑Mk 15艦炮。

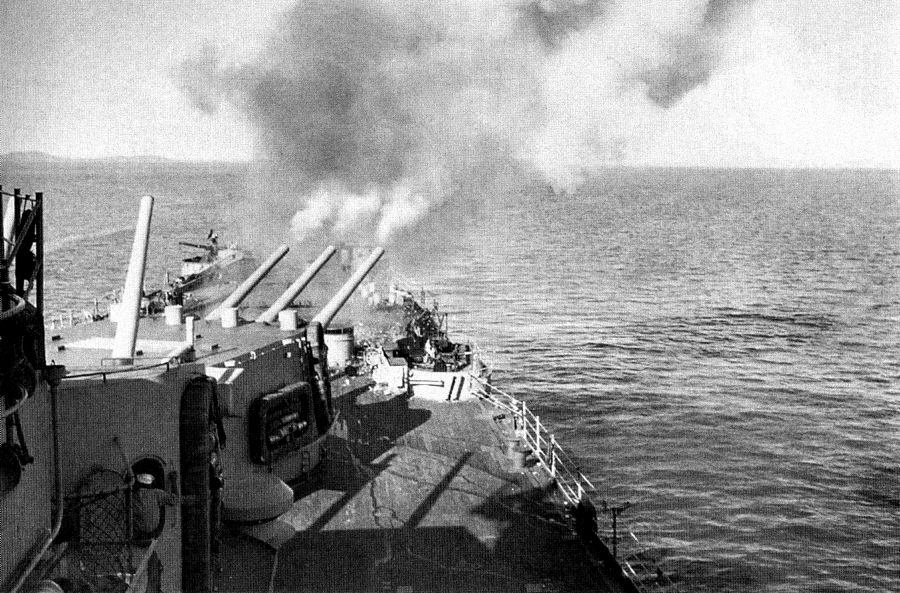
1950年9月13日至14日，在朝鮮戰爭期間，進攻仁川以前的沿岸炮轟當中，美國海軍所屬的重巡洋艦托雷多號重巡洋艦以其後砲塔向南韓仁川附近岸上的敵軍擊發其8吋55倍徑Mk 15艦炮。

| 艦船（以下艦船都是美國海軍所屬） | 搭載炮塔                                                   |
| -------------------------------- | ---------------------------------------------------------- |
| 列星頓號（CV-2）                 | 四座190噸Mk 9雙聯砲塔                                      |
| 薩拉托加號（CV-3）               | 四座190噸Mk 9雙聯砲塔                                      |
| 彭薩科拉號（CA-24）              | 兩座190噸Mk 9（其後改為Mk 14）雙聯砲塔 和兩座250噸三聯砲塔 |
| 鹽湖城號（CA-25）                | 兩座190噸Mk 9（其後改為Mk 14）雙聯砲塔 和兩座250噸三聯砲塔 |
| 北安普頓號（CA-26）              | 三座250噸Mk 9（其後改為Mk 14）三聯砲塔                     |
| 切斯特號（CA-27）                | 三座250噸Mk 9（其後改為Mk 14）三聯砲塔                     |
| 路易斯維爾號（CA-28）            | 三座250噸Mk 9（其後改為Mk 14）三聯砲塔                     |
| 芝加哥號（CA-29）                | 三座250噸Mk 9三聯砲塔                                      |
| 休斯頓號重巡洋艦（CA-30）        | 三座250噸Mk 9三聯砲塔                                      |
| 奧古斯塔號（CA-31）              | 三座250噸Mk 9（其後改為Mk 14）三聯砲塔                     |
| 新奧爾良號（CA-32）              | 三座250噸Mk 9（其後改為Mk 14）三聯砲塔                     |
| 波特蘭號（CA-33）                | 三座250噸Mk 9（其後改為Mk 14）三聯砲塔                     |
| 阿斯托利亞號（CA-34）            | 三座250噸Mk 9三聯砲塔                                      |
| 印第安納波利斯號（CA-35）        | 三座250噸Mk 9（其後改為Mk 14）三聯砲塔                     |
| 明尼亞波利斯號（CA-36）          | 三座250噸Mk 9（其後改為Mk 15）三聯砲塔                     |
| 塔斯卡盧薩號（CA-37）            | 三座250噸Mk 12三聯砲塔                                     |
| 舊金山號（CA-38）                | 三座250噸Mk 12三聯砲塔                                     |
| 昆西號（CA-39）                  | 三座250噸Mk 12三聯砲塔                                     |
| 文森尼斯號（CA-44）              | 三座250噸Mk 12三聯砲塔                                     |
| 威奇托號（CA-45）                | 三座314噸Mk 12三聯砲塔                                     |
| 巴爾的摩號（CA-68）              | 三座300噸Mk 12三聯砲塔                                     |
| 波士頓號（CA-69→CAG-1）          | 三座300噸Mk 15三聯砲塔                                     |
| 坎培拉號（CA-70→CAG-2）          | 三座300噸Mk 15三聯砲塔                                     |
| 昆西號（CA-71）                  | 三座300噸Mk 15三聯砲塔                                     |
| 匹茲堡號（CA-72）                | 三座300噸Mk 15三聯砲塔                                     |
| 聖保羅號（CA-73）                | 三座300噸Mk 15三聯砲塔                                     |
| 哥倫布號（CA-74）                | 三座300噸Mk 15三聯砲塔                                     |
| 海倫娜號（CA-75）                | 三座300噸Mk 15三聯砲塔                                     |
| 俄勒岡城號（CA-122）             | 三座300噸Mk 15三聯砲塔                                     |
| 奧爾巴尼號（CA-123）             | 三座300噸Mk 15三聯砲塔                                     |
| 羅徹斯特號（CA-124）             | 三座300噸Mk 15三聯砲塔                                     |
| 布雷默頓號（CA-130）             | 三座300噸Mk 15三聯砲塔                                     |
| 福爾里弗號（CA-131）             | 三座300噸Mk 15三聯砲塔                                     |
| 梅肯號（CA-132）                 | 三座300噸Mk 15三聯砲塔                                     |
| 托萊多號（CA-133）               | 三座300噸Mk 15三聯砲塔                                     |
| 德梅因號（CA-134）               | 三座450噸Mk 16三聯砲塔                                     |
| 洛杉磯號（CA-135）               | 三座300噸Mk 15三聯砲塔                                     |
| 芝加哥號（CA-136）               | 三座300噸Mk 15三聯砲塔                                     |
| 塞勒姆號（CA-139）               | 三座450噸Mk 16三聯砲塔                                     |
| 紐波特紐斯號（CA-148）           | 三座450噸Mk 16三聯砲塔                                     |
| 赫爾號（DD-945）                 | 一座86噸Mk 16單裝自動砲架 （裝上Mk 71 8吋55倍徑艦炮）      |

## 流行文化
8吋55倍徑艦炮的Mk 14、Mk 15與RF Mk 16型在2015年戰遊網大型多人在线角色扮演射击游戏《戰艦世界》當中除了以史實形式搭載於從彭萨科拉级（同名艦艇）得梅因级（同名艦艇）各型重巡洋艦以外，虛構的美國超級（☆級）重巡洋艦安納波利斯號以上亦搭載四座與得梅因號同款的三聯裝主炮塔；而RF Mk 16的雙聯裝提案型在一次更新以後，將三座搭載於其修改至史實的加值系IX級俄勒岡城級重巡洋艦土爾沙號（CA-129）以上；而同型艦炮的四聯裝提案型亦在同游戏的另一次更新以後，將三座搭載於其修改至史實的加值系IX級衣阿华级战列舰伊利諾號（BB-65）以上；而Mk 32單裝型在同游戏的另一次更新以後，將三座搭載於其修改至史實的加值系X級福雷斯特·雪曼級驅逐艦赫爾號（DD-945）的Mk 71炮座以上（史實僅搭載過一座）。

### 年代、功能、性能相近的其他火炮
- 203毫米口徑50倍徑1924年型火炮（英语：203mm/50 Modèle 1924 gun）：法國研製的203毫米重巡洋艦炮
- 203毫米SK C/34型艦炮：德國研製的203毫米重巡洋艦炮
- 203毫米口徑53倍徑安薩爾多M1927海軍炮（英语：203 mm/53 Italian naval gun）：意大利研製的203毫米重巡洋艦炮
- 三年式200毫米雙聯裝艦炮（日语：五十口径三年式二〇糎砲）：日本研製的200毫米重巡洋艦炮
- 8吋Mk VIII（英语：BL 8-inch Mk VIII naval gun）：英國研製的203毫米重巡洋艦炮

## 資料來源
1. 1 2 3 4 5 6 7 8 9 10  Campbell 1985 pp.127-131
2. ↑  .   [2020-04-10]. （原始内容存档于2016-07-29）.
3. ↑  Fairfield 1921 p.156
4. 1 2  DiGiulian, Tony. . Navweaps.com. 27 April 2011  [2011-07-21]. （原始内容存档于2011-06-30）.
5. 1 2  DiGiulian, Tony. . Navweaps.com. 7 February 2008  [2011-07-21]. （原始内容存档于2011-06-30）.
6. ↑   "New Cruiser Packs 8 inch Automatics" , May 1949, Popular Science （页面存档备份，存于） detailed illustrations of Mark 16
7. ↑  DiGiulian, Tony. . Navweaps.com. 27 January 2011  [2016-04-10]. （原始内容存档于2016-04-22）.
8. ↑  .   [2020-04-10]. （原始内容存档于2020-01-15）.
9. ↑  .   [2020-04-10]. （原始内容存档于2020-01-15）.
10. ↑  .   [2020-04-10]. （原始内容存档于2020-01-15）.
11. ↑  .   [2020-04-10]. （原始内容存档于2020-01-15）.
12. ↑  .   [2020-04-10]. （原始内容存档于2020-01-15）.
13. ↑  Berhow, Mark A., Ed. . CDSG Press. 2004: 118–119, 217–219. ISBN 0-9748167-0-1.
14. ↑  List of all US coastal forts and batteries （页面存档备份，存于） at the Coast Defense Study Group, Inc. website
15. ↑  .   [2020-04-10]. （原始内容存档于2019-08-03）.

## 外部連結
- （英文）——NavWeaps, 
  - 8"/55 (20.3 cm) Marks 12 and 15,navweaps.com （页面存档备份，存于）, retrieved 10 Apr 20.
  - 8"/55 (20.3 cm) RF Mark 16,navweaps.com （页面存档备份，存于）, retrieved 10 Apr 20.